# خلیج کورینس

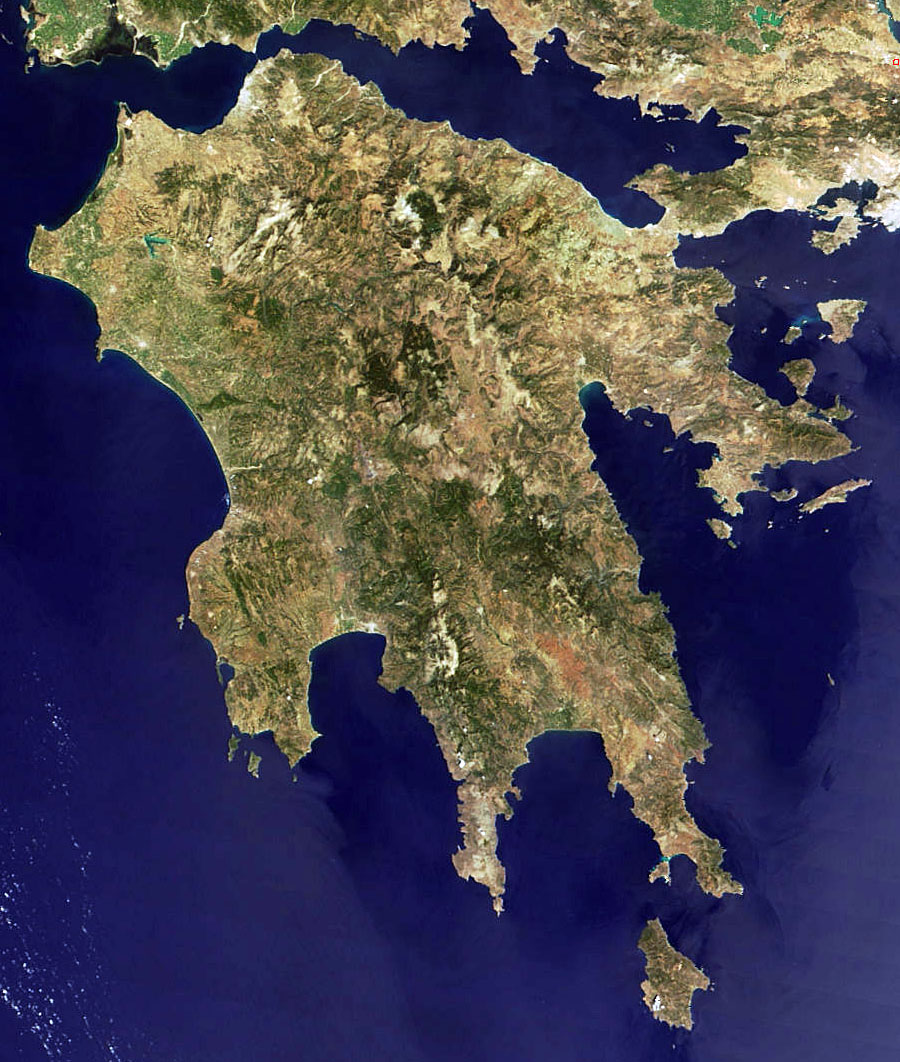
عکس ماهواره ای

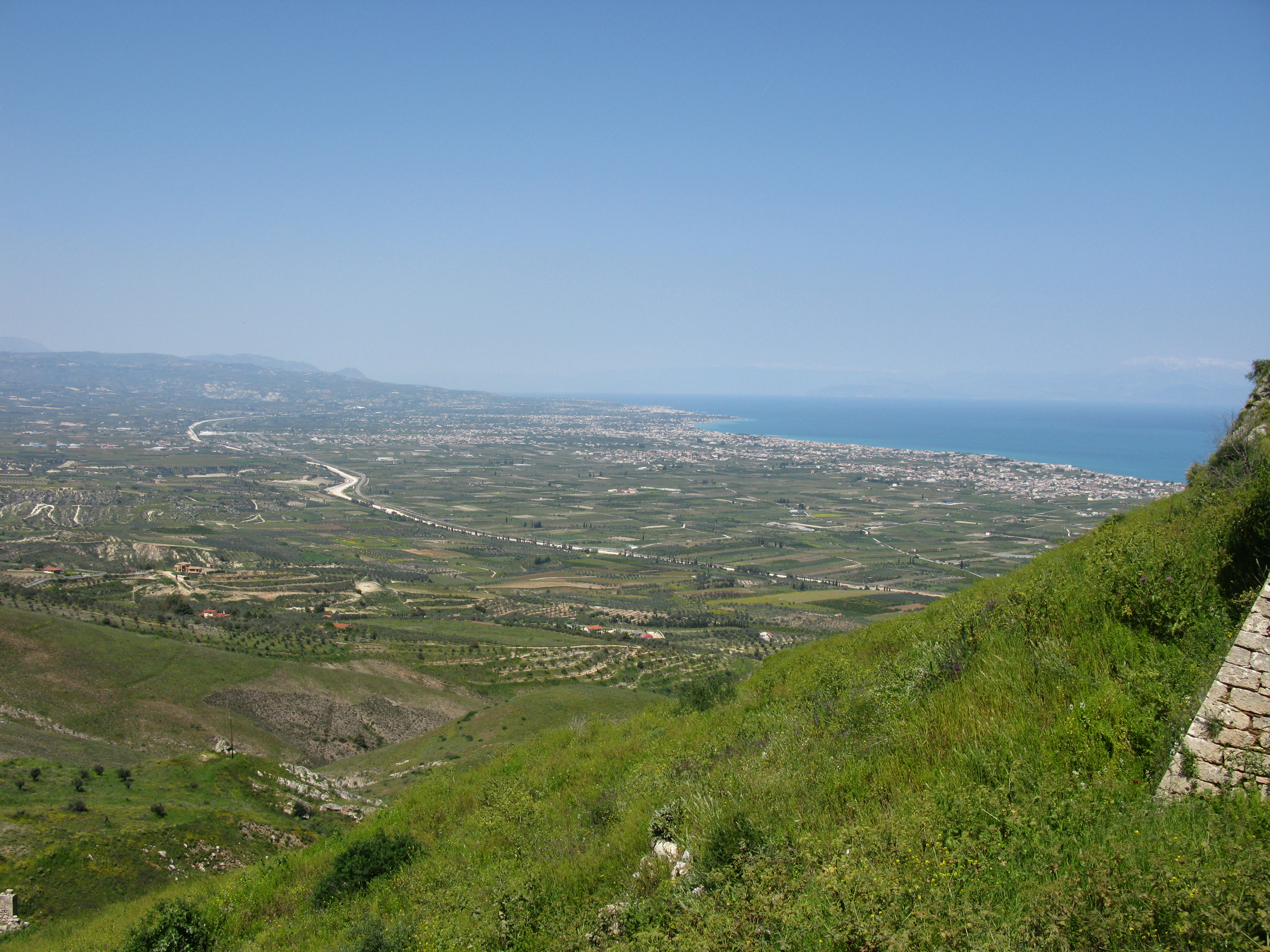
نمایی از خلیج کورینس

خلیج کورنت آبراهی عمیق در دریای یونان می‌باشد که شبه جزیره پلوپونز را از قسمت غربی سرزمین یونان جدا می‌کند. این شبه جزیره از طریق کانال کورنت به خلیج سارونیک در دریای اژه متصل است.